# Sigyn

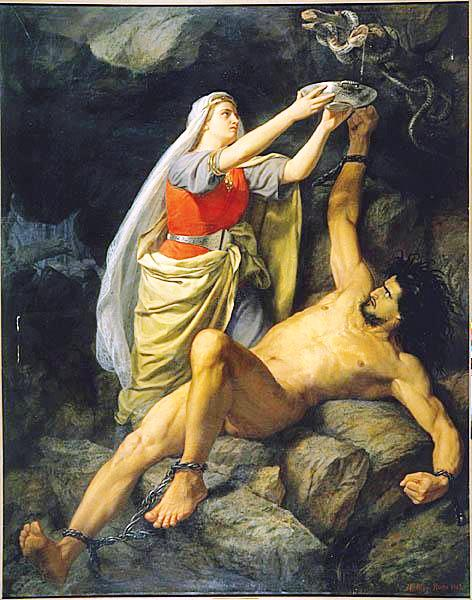
Loki a Sigyn, Mårten Eskil Winge 1890.

Sigyn je, v severské mytologii, obětavá a tichá bohyně, která vždy stojí při svém manželu Lokim. Poté, co jej bohové potrestali, uprchla z Ásgardu. Nad spoutaným Lokim drží misku a chytá do ní kapky hadího jedu. Občas však musí jed z misky vylít a jed kape Lokimu do obličeje. To se pak Loki v křiku a bolestech svíjí tak, že to způsobuje zemětřesení. Spolu s Lokim mají dva syny, kteří se jmenují Narfi a Váli.